# Neobisium galeatum
Espèce
Neobisium galeatum est une espèce de pseudoscorpions de la famille des Neobisiidae.

## Distribution
Cette espèce se rencontre en Italie au Trentin-Haut-Adige et en Autriche.

## Publication originale
- Beier, 1953 : Neue und bemerkenswerte Pseudoscorpione aus oberitalienischen Hoehlen. Bollettino della Società Entomologica Italiana, vol. 83, p. 35-38.